# Burni Mancang
Burni Mancang är ett berg i Indonesien.   Det ligger i provinsen Aceh, i den västra delen av landet, 1 600 km nordväst om huvudstaden Jakarta. Toppen på Burni Mancang är 658 meter över havet, eller 115 meter över den omgivande terrängen. Bredden vid basen är 2,3 km.
Terrängen runt Burni Mancang är kuperad.  Trakten runt Burni Mancang är nära nog obefolkad, med mindre än två invånare per kvadratkilometer. I omgivningarna runt Burni Mancang växer i huvudsak städsegrön lövskog.